# Okna (Fluss)
Die Okna ist ein 36,3 km langer, teilweise kanalisierter Fluss in der Ostslowakei und ein Nebenfluss der Čierna voda.
Sie entsteht als Ausfluss aus dem See Morské oko im Vihorlatgebirge, der durch Bäche aus dem Raum zwischen den Bergen Sninský kameň (1005 m n.m.) und Nežabec (1023 m n.m.) gespeist wird. Danach fließt die Okna südlich durch das Gebirge, bevor sie den Ostrand von Remetské Hámre berührt und den Stausee Vyšná Rybnica oberhalb des gleichnamigen Orts erreicht. Der Fluss kommt nun in das Ostslowakische Tiefland und führt durch Jasenov, Ruskovce und Nižná Rybnica, wo er den Kanal Veľké Revištia–Bežovce kreuzt. Im nunmehr kanalisierten Verlauf trifft die Okna mehrere Kanäle und berührt den Ostrand von Bunkovce und Blatné Remety sowie den Westrand von Blatná Polianka, bevor sie am Zusammenfluss mit dem linksseitigen Sobranecký kánal ihre Richtung nach Westen ändert. Sie streift den Südrand der Teiche von Senné (slowakisch Senianske rybníky) und mündet östlich von Senné linksseitig in die Čierna voda.